# Mai-Thu Perret
Pour les articles homonymes, voir Perret.

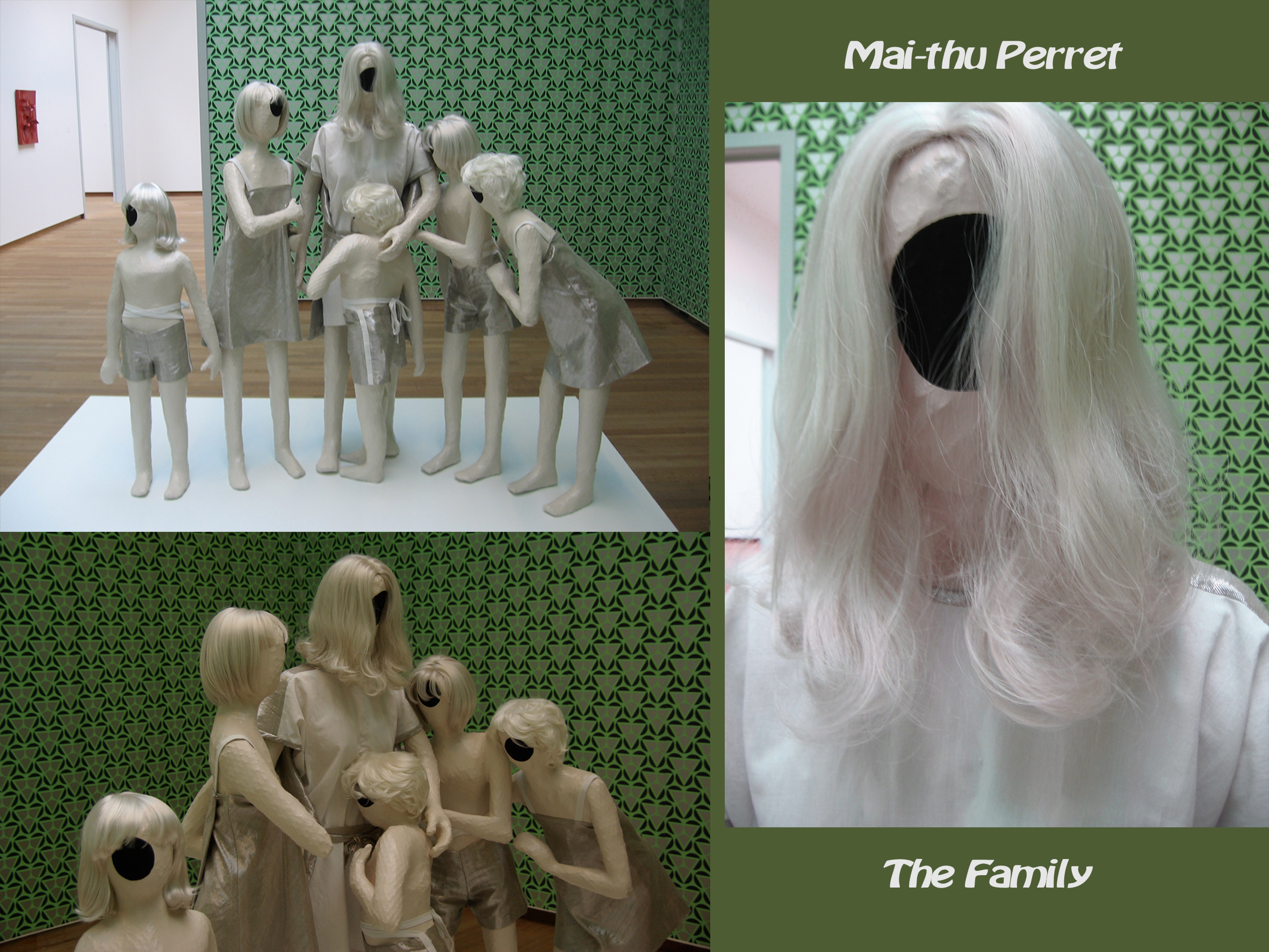
Mai-thu Perret - The Family

Mai-Thu Perret, née le  17 septembre 1976 à Genève, est une artiste pluridisciplinaire suisse d'origine franco-vietnamienne. Au travers d'installations et de performances, elle combine féminisme politique, esthétique de l'avant-garde du XXe siècle, textes littéraires et objets d'artisanat. 

## Formation
Mai-Thu Perret fait ses études à l'Université de Cambridge et obtient en 1997 un bachelor en littérature anglaise, qu'elle parfait entre 2002 et 2003 en suivant le Whitney Independant Study Program du Whitney Museum of American Art à New York.

## Thématique de recherche artistique
Depuis 1999, Mai-Thu Perret travaille sur un projet global appelé The Crystal Frontier. Il s'agit du récit de la vie et du travail d'un groupe fictif de femmes ayant choisi de s'installer dans la communauté utopique féministe New Ponderosa Year zero, au Nouveau-Mexique, pour fuir une société capitaliste, industrielle et de consommation,,,. Dans cette optique, l'artiste conçoit chaque œuvre comme faisant partie de cette narration, recréant films, performances, objets et écrits des femmes de cette communauté imaginaire.
Cette utopie lui offre des possibilités infinies de création de pièces pour ses œuvres, telles que : des objets nécessaires au quotidien de la communauté, fabriqués artisanalement par les femmes dans le cadre d’ateliers d’expression créatrice, des objets qui évoquent ou symbolisent la vie de cette communauté, des textes, extraits de journaux intimes, lettres, manifestes de la communauté, horaires des activités, pour faire écho aux objets.
« New Ponderosa Year Zero is the true life story of a group of girls, in their 20s and 30s, who decided to follow the activist Beatrice Mandell and create an autonomous community […] The decision to make it all-female did not stem from their personal hatred of men, but from Mandell's conviction that a truly non-patriarchal social organization had to be built from the ground up, starting with a core group of women who would have to learn how to be perfectly self-sufficient before being able to include men in the community. » 

« New Ponderosa Year Zero raconte la vie d'un groupe de filles d'une vingtaine ou d'une trentaine d'années qui ont décidé de suivre l'activiste Beatrice Mandell pour créer une communauté autonome […] Leur décision de n'inclure que des femmes ne naît pas d'une haine personnelle des hommes, mais de la conviction de Mandell qu'une organisation sociale véritablement non-patriarcale ne peut être conçue que par le bas, à partir d'un groupe de femmes parvenant à l'auto-suffisance avant de pouvoir inclure des hommes dans la communauté. »
La rétrospective qui lui est consacrée au MAMCO (Genève) du 10 octobre 2018 au 3 février 2019 est organisée en six chapitres. Elle montre comment l'artiste combine diverses disciplines en utilisant différentes méthodologies artistiques .
Perret se sert de sa formation en littérature comme d'un point de départ pour une approche pluridisciplinaire. Son expérience des communautés autogérées et des squats dans sa ville natale de Genève l'a conduite à apprécier les mouvements modernistes, comme le Bauhaus, dans des œuvres multimédias.
Depuis 2016, l'artiste prend ses distances vis-à-vis de The Crystal Frontier et se concentre sur d'autres projets narratifs. Elle insère souvent dans ses œuvres des personnages artistiques ou littéraires célèbres, comme par exemple dans sa sculpture Autoprogettazione I (2011), qui réutilise une table conçue par Enzo Mari pour être facile à produire et qui a conduit à une révolution de l'industrie mobilière au milieu des années 1970. Plus récemment, avec Les Guérillères X (2016), Perret développe une sorte de milice féminine, figures féminines grandeur natures construites en céramique, osier, papier mâché, latex ou bronze, armées de fusils de plastique translucide.
Perret a une collection d'aquatintes et une sculpture au Museum of Modern Art (MoMA) de New York, ainsi qu'une impression et plusieurs sculptures au Musée d'art moderne de San Francisco.

## Performances
En 2011, elle a conçu, en partenariat avec Laurence Yadi, la chorégraphie Love Letters in Ancient Brick au Swiss Institute / Contemporary Art New York. Cette pièce était inspirée de la pièce américaine Krazy Kat, écrite par le dessinateur George Herriman. Perret a présenté Figures à la Biennale de l'Image en Mouvement de Genève en 2014 ; ce spectacle utilisait notamment une marionnette grandeur nature et portait les traces de l'influence du bunraku, un type de théâtre de marionnettes japonais. En 2016, Perret a présenté une nouvelle mouture de Figures dans le cadre de Sightings, une exposition personnelle au Nasher Sculpture Center (Texas), ainsi qu'une nouvelle performance, o, décrite comme « une série d'interventions dans tout le musée ».
Elle réalise également des performances, comme celle réalisé dans le cadre du Soluna Arts and Music Festival, fortement inspirée par les YPJ, ces unités de protections constituées de femmes kurdes du Rojava.

## Influences
Concernant The Crystal Frontier, Perret évoque plusieurs de ses influences, dont The Crystal Land, de Robert Smithson, d'où vient le nom du projet, mais aussi Herland, de Charlotte Perkins Gilman, ou Le Monde glorieux, de Margaret Cavendish. Le recueil Les guérillères X (2016) est fortement influencé par la romancière avant-gardiste et théoricienne féministe Monique Wittig, et notamment par son ouvrage Les guérillères (1969).

## Expositions Personnelles (sélection)
- 2018  Mai -Thu Perret, Retrospective, MAMCO, Genève, Suisse[8].
- 2008/2009 Mai-Thu Perret, New Work, SFMOMA, San Francisco Museum Of Modern Art
- 2008 Land of Crystal, Kunst Halle Sankt Gallen, St Gall
- 2006 And every woman will be a walking synthesis of the universe, The Renaissance Society, Chicago
- 2006 Main Space. In the poem about love you don't write the word love, Artists Space, New York
- 2006 Valentin Carron vs Mai-Thu Perret: Solid Objects, Chisenhale Gallery, Londres
- 2006 Apocalypse Ballet, Galerie Barbara Weiss, Berlin
- 2005 Valentin Carron vs Mai-Thu Perret, Centre d'Art Contemporain, Genève
- 2004 Statments, Galerie Francesca Pia, Art 35, Bâle

## Expositions Collectives (sélection)
- 2008 Shifting identities, Kunsthaus, Zürich
- 2007 Les artistes de la collection CAHIERS D'ARTISTES, série VI + VII, Fri-art, Fribourg
- 2007 Art en plein air - Môtiers 2007, Môtiers
- 2006-2007 The Gold Standard, Museum of Modern Art, New York
- 2006 Again for tomorrow, Royal College of Art, Londres
- 2006 Modus (avec Pierre Vadi), Neue Kunst Halle, St. Gallen
- 2006  «Unter 30» IV, Kunsthaus Centre PasquArt, Bienne
- 2006 Swiss Art Awards, Messe Basel, Basel
- 2006 Visioni del paradiso, Istituto Svizzero di Roma, Rome
- 2006 Nouvelles Collections, Kunsthaus Centre PasquArt, Bienne
- 2005 Swiss Art Awards, Messe Basel, Basel
- 2004 Swiss Art Awards, Messe Basel, Basel

## Prix
- 2011 Prix Manor
- 2011 Zurich Art Prize
- 2006 Prix fédéral d'art
- 2006 Prix Kiefer Hablitzel
- 2004 Prix fédéral d'art